# Fannia scalaris
Fannia scalaris (Fabricius, 1791), là một loài ruồi trong họ Fanniidae.